# Kirche Bartschendorf

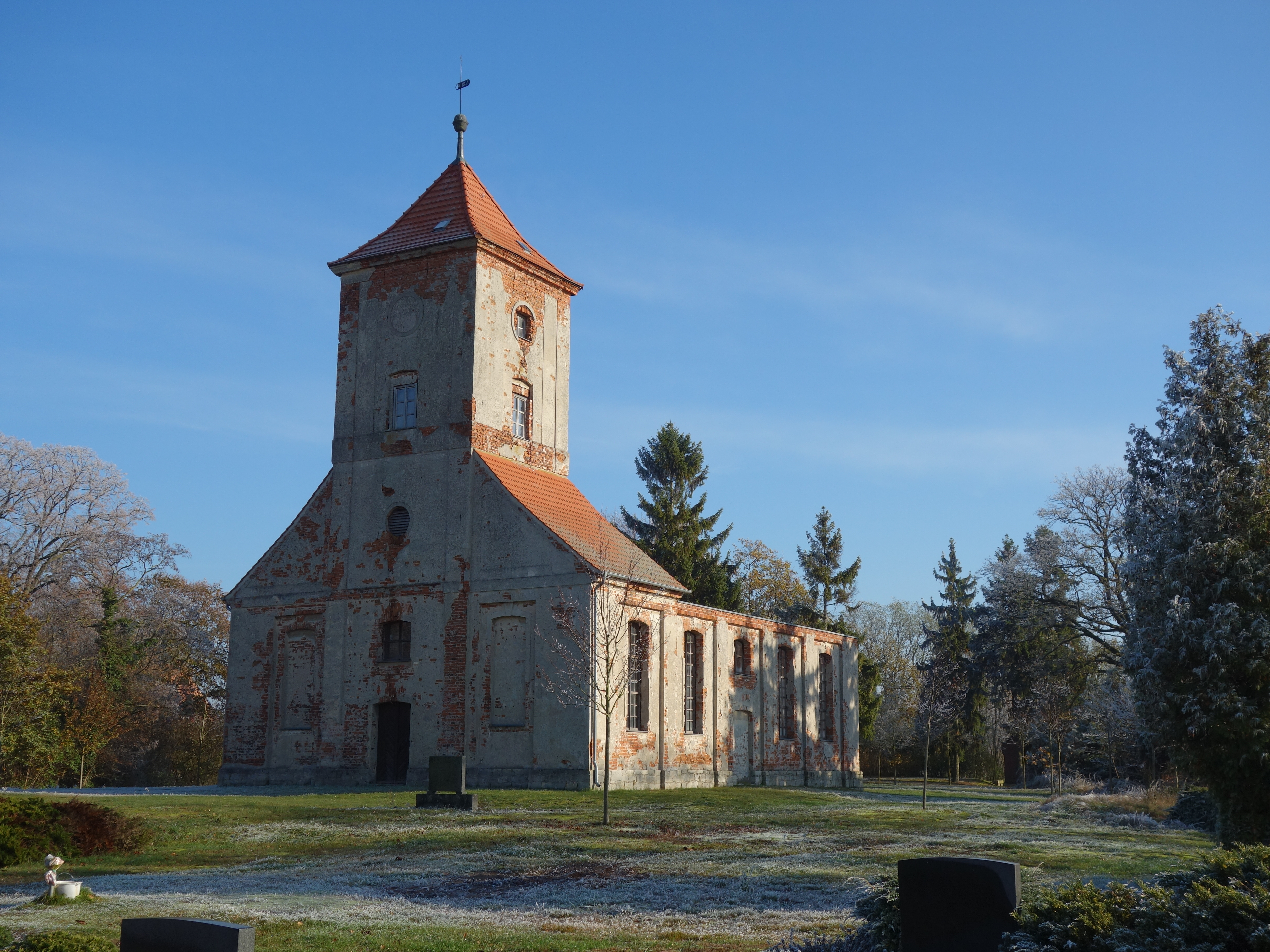
Kirche Bartschendorf (2016), Südwestansicht

Die Kirche Bartschendorf ist eine Kirchenruine im Ortsteil Bartschendorf von Dreetz, einer Gemeinde im Landkreis Ostprignitz-Ruppin in Brandenburg. Die denkmalgeschützte entwidmete Ruine wurde verkauft und ist Privateigentum.

## Vorgeschichte
Bartschendorf wurde 1774 mit der Friderizianischen Kolonisation als Runddorf gegründet. Es liegt südöstlich von Dreetz, zwischen Rhinkanal und dem Alten Rhin. Der Name soll auf einen General Bartsch zurückgehen.
Friedrich II. besuchte 1779 den Ort, der zu dieser Zeit noch keine Kirche hatte. Gottesdienste fanden unter freiem Himmel oder bei Regen in der Schule statt. Einige Jahre später, 1785, richteten die Einwohner ein Gesuch an den König, dass sie eine eigene Kirche haben wollten. Dabei argumentierten sie, dass das benachbarte, kleinere Sieversdorf wenige Jahrzehnte zuvor eine neue Kirche erhalten habe. 1787 wurde der Standort der Kirche festgelegt und eine Pfarrstelle eingerichtet. Zur Kirchengemeinde sollten die Ansiedlungen Bartschendorf, Michaelisbruch, Zietensaue, Giesenhorst und
Siegrothsbruch gehören, die aus dem Kirchspiel Dreetz ausgepfarrt wurden.

## Geschichte und Bauwerk

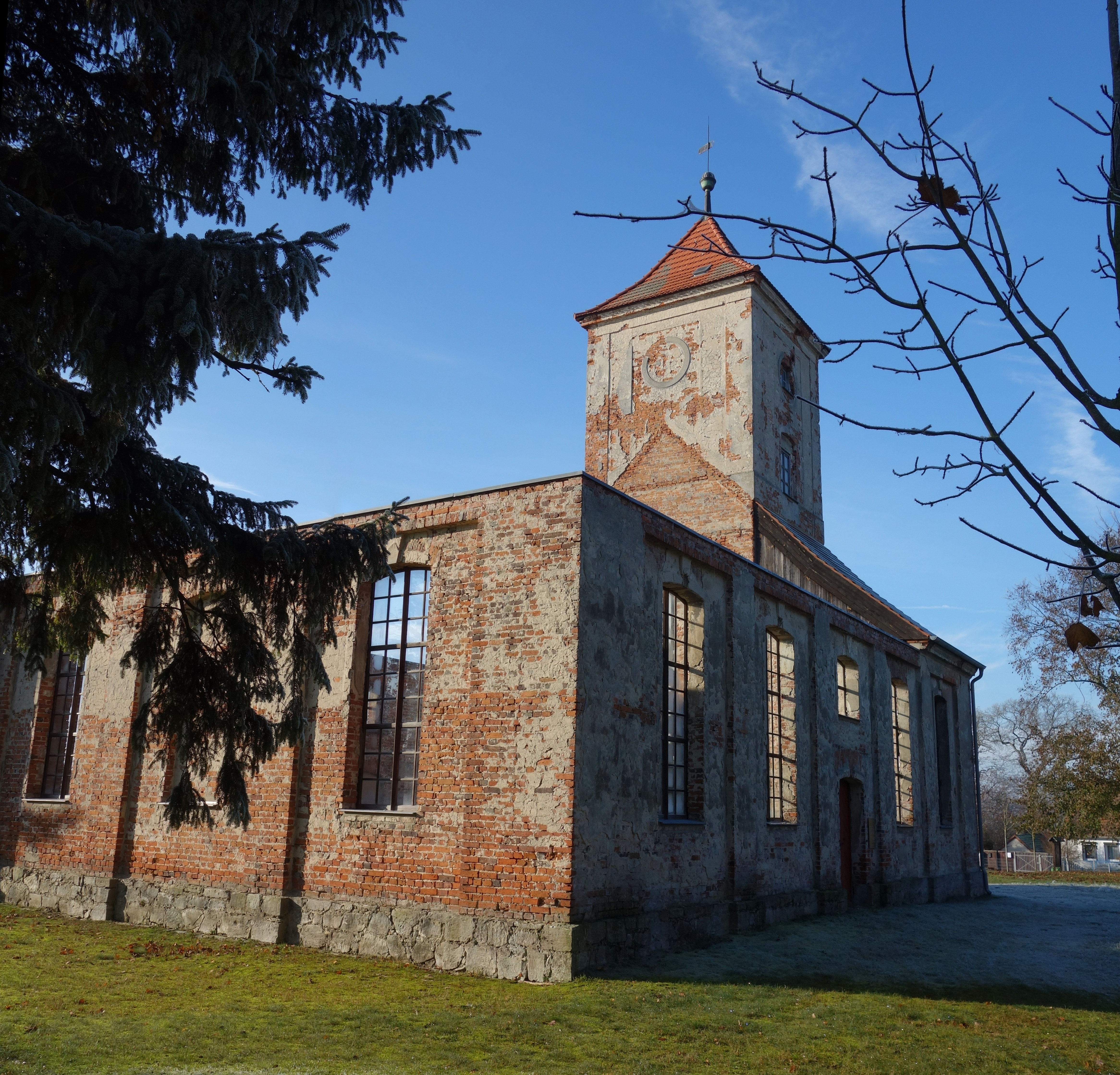
Nordostansicht (2016)

Im Mai 1788 genehmigte Friedrich Wilhelm II. die Errichtung einer Kirche und ließ einen Kostenvoranschlag für die Baukosten erstellen. Dieser betrug 6889 Reichstaler, 25 Silbergroschen und 7 Pfennige. Im Dezember 1788 wurde der Kostenvoranschlag für den Bau der Kirche aufgrund der allgemeinen Preissteigerung angeglichen; die nunmehrige Summe ist nicht bekannt.
Die Anzahl der Sitzplätze der Kirche wurde im Parterre auf 258 und auf der Empore auf 244 festgelegt, insgesamt also 502 Sitzplätze. Am 27. September 1798 wurde die königliche Genehmigung für den Bau der Kirche erteilt. Sie wurde als verputzte Saalkirche errichtet und laut Jahreszahl in der Wetterfahne im Jahr 1802 vollendet. Der Kirchturm steht auf der Westseite, der Altarbereich war demnach geostet. Im Innern gab es eine Empore, die durch die Kirchenfenster von außen sichtbar war. 1805 war auch die Inneneinrichtung fertig. Weil zu billiges Baumaterial genommen worden war, traten jedoch schon 1806 erste Baumängel auf. Die kleine Kirchenglocke goss 1827 Ernst Ludwig Wilhelm Thiele aus Berlin.
Die Kirche ist seit 1977 laut Volksmund eine „Cabrio-Kirche“, also ohne Dach. Laut Überlieferung hatte die Gemeinde damals beschlossen, das Dach abtragen zu lassen, da sie für die erforderliche Dachreparatur weder das Material noch die Finanzen organisieren konnte. Seitdem fanden in der Kirche auch keine Gottesdienste mehr statt.
Im Jahr 1980 wurde die Kirchengemeinde Bartschendorf aufgelöst und nach Dreetz eingekircht, das seit 1997 aus Sieversdorf verwaltet wurde. Die Orgel kam 1981 nach Kyritz, wo sie bis zu einem Brand im Jahr 1998 im Gemeindehaus genutzt wurde.
1996 wurde der Kirchturm ebenso gesichert wie die Mauern des Kirchenschiffs – sie wurden mit Zinkblech gedeckt. Von 2006 bis 2008 wurden der Kirchturm mit Pyramidendach und das Mauerwerk des Kirchenschiffs nochmals gesichert. Im September 2007 zeichnete der Förderkreis Alte Kirchen Berlin-Brandenburg e. V. im Projekt „Startkapital für Kirchen-Fördervereine“ den Förderverein Dreetz e.V. aus: Für dessen Engagement zum Erhalt der Kirche Bartschendorf gab es ein Preisgeld von 1250 Euro.

## Jüngere Vergangenheit

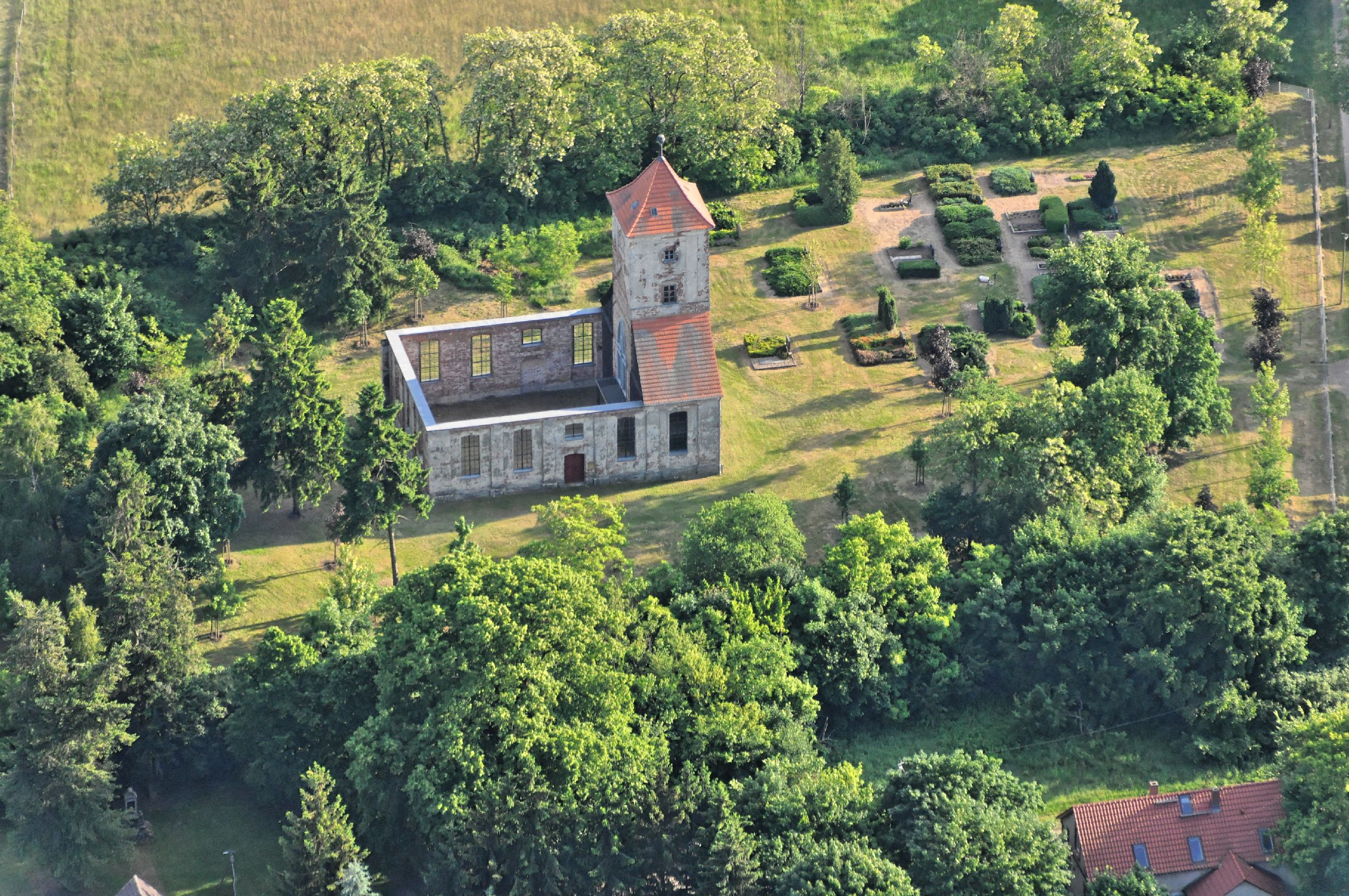
Das Kirchengebäude aus der Vogelperspektive (2013)

2020 beschloss der Gemeindekirchenrat Dreetz die Schließung des Friedhofs Bartschendorf, auf dem die Kirchenruine steht. Die letzte Beisetzung in dem Ort mit weniger als 100 Einwohnern war 2014: Die Liegezeiten würden beachtet und der Friedhof weiter gepflegt, neue Beerdigungen solle es nicht mehr geben.
2021 wurde das Kirchengebäude entwidmet und verkauft, es ist nun Privateigentum. Der Kaufpreis betrug laut einem Medienbericht 4500 Euro. Die Käufer aus Berlin sind Eigentümer der Grundfläche von jeweils drei Meter Land parallel zum Außen-Grundriss des Sakralbaus und besitzen das Wegerecht. Nach deren Plänen sollen im einstigen Kirchenschiff Wohnungen entstehen – verbunden mit der Verpflichtung, die klassizistische Fassade zu erhalten.